# 議題設定
議題設定（英語：Agenda Setting），又称议程设置，是指特定焦點的設置。在政治學中，議程設置尤其被視為1950年代設計的政策週期的一部分。
在新聞傳播學中，議程設置方法（主題化方法、主題化理論）中的實證傳播研究和媒體效果研究處理的是大眾傳媒的主題化功能和結構化功能。這種方法也構成了沉默螺旋理論的基礎。該方法的擴展是Lang氏夫婦於1981年提出的議程構建理論。
該理論認為媒體有能力通過決定哪些問題最受關注來塑造公眾輿論，並被廣泛研究並應用於各種形式的媒體。議程設置研究描述了媒體試圖影響觀眾的方式，並建立了新聞傳播的等級制度。 被認為擁有更多政治權力的國家獲得更高的媒體曝光率。媒體的議程設置是由媒體對政治、經濟等事物的偏見所驅動的。 議程設置和傳播研究的自由放任成分的演變促進了這些觀點的快速增長和擴展。議程設置的各個階段需要按特定順序排列才能成功。
該理論由沃爾特·李普曼在1920年代首次提出，並在1960年代由I·伯納德·科恩進一步發展。該理論由 Maxwell McCombs 和 Donald Shaw 在一項關於1968年美國總統選舉的研究中正式提出，該研究發現媒體報導的問題與公眾認為重要的問題之間存在相關性。

## 理論源起
在美國社會學者拉查斯菲提出兩級傳播理論之後，關於媒介萬能的大效果理論受到質疑。此後對於媒介效果的論述偏向中小效果，認為除了大眾傳播以外，消息來源與閱聽人之間要經過一連串中介，媒介因此無法造成態度及行為上最大影響。到了1960年代，美國社會學者克拉伯（Joseph Klapper）更提出媒介效果有限理論，說明媒介只能加強受眾既存的態度，而無法改變。而議題設定理論則是將傳播理論帶回中大效果論。因為這個理論觀察到，雖然媒體不一定能造成態度與行為的改變，但卻可以有效的影響認知。此理論最早是由Bernard Cohen在1963年提出。這理論指出媒體對一個議題的報導取向及數量，能夠影響受眾對這議題的重視程度。Bernard Cohen曾說：「媒介也許不能很成功地告訴人們要怎麼想（What to think），但它卻能很成功地告訴人們該想些什麼（What to think about）。」。議題設定理論的正式提出，首見於McCombs和Shaw在1972年於《民意季刊》上發表了《大眾傳播的議題設定功能》（The Agenda Setting Function of Mass Media），研究1968年美國總統大選，對北卡羅萊州教堂山的選民加以研究。結果發現媒介所報導的議題，與選民心中認知的主要議題，有極大相關。

## 議題設定的內涵
媒介內容影響受眾認知，可分為兩個面向討論，一個是媒介議題面，一個是閱聽人面。

### 議題方面
- 重要性：媒體認為一項議題有多大的新聞價值。
- 地理接近性：這項議題是否接近媒介與受眾的地理位置。
- 報導密集程度：這項議題在媒介上曝光的時間長短。

議題設定假設媒介從業人員做出的決定會影響國家，如David Weaver所說，議題設定理論認為「媒介長時間地報導少數議題，會讓公眾認為這些議題會比其他議題還要顯著或重要」

### 閱聽人方面
- 暴露時間：閱聽人花費多少時間在媒介上。
- 個人特質：例如生理性別、教育程度、社經地位、所處地理位置與文化等等。
- 切身性：一項議題與閱聽人本身是否有關。
- 需要引導的需求：閱聽人有想要了解一件議題的需求，而該議題通常與閱聽人切身相關。因此在這方面也凸顯議題設定理論有使用與滿足（Use and Gratification）的色彩。

## 議題建構的步驟
Lang and Lang描述媒介在整個水門事件中所扮演的，就是一個議題建構的過程可分為以下四個步驟：
1. 媒介強調某些事件、活動、團體、人物、政治議程。不同的事件需要不同種類和份量的報導來引起民眾的注意。媒介的這種初步的強調，會影響民眾思想和言談的種類（what people will think or talk about）。
2. 這些被引起注意的事件仍然須要加以整理、貼標籤，它們必須與某些問題或民眾的關懷聯結在一起。媒介在這個階段可以上下其手，強調其所要強調的事件。
3. 媒介將事件或議題與次象徵符號（secondary symbols）聯結在一起，使得事件或議題成為整個政治生態中的一部分。在這裡發生類似「利益集結」的過程，因為並不是每一個議題都有那麼明顯的政黨色彩，但媒介會將之變成利益團體與利益團體間壁壘分明的議題，使議題更具爭議性（炒作新聞）。
4. 能夠明言要求的發言人就在媒體上出現，而且他們之間競爭媒體對他們的注意力，贏方即主導議題的方向。[6]

## 議程設置的三種模式
分析“議程設置效應”的模型有以下三種：
- “認識模型”（英語：Awareness model）
- “優先級模式”（英語：Priorities model）
- “顯著性模型”（英語：Salience model）

議程設置效應研究將新聞內容中議題的顯著性與公眾對最重要議題的認知進行比較，進而分析媒體引導的影響程度。Max McCombs 提出了三種模型：“認識模型”、“優先級模型”和“顯著性模型”。大多數調查都集中在這三種模型上。
不同的媒體具有不同的議程設置潛力。從議程設置的角度來看，對傳統媒體與網際網路世界之間關係的分析出現了增長勢頭。大眾傳播的議程設定作用概念中最關鍵的方面之一是這一現象的時間框架。
大多數關於議程設置的研究基於以下內容：
- 報刊和媒體不反映現實；他們過濾並塑造它；
- 媒體集中在幾個議題和主題上，導致公眾認為它們比其他事情來得更重要。

## 議程設置的三種類型：決策者、媒體和受眾
研究表明，媒體議程、受眾議程和政策議程影響議程設置。 Rogers 和 Dearing 描述了以下類型的議程設置（研究中的因變量）如何受到其他因素的影響：
- “政策議程設置”或“政治議程設置”
- “媒體議程設置”或“議程建構”
- “公共/觀眾議程設置”

研究表明，媒體決定曝光的內容與他們對政治、經濟和文化等事物的看法有關。除了偏見之外，其他批評新聞媒體的人還聲稱，美國的新聞已經成為一種娛樂形式。媒體不是向公眾提供他們需要的信息，而是努力滿足公眾對令人震驚和聳人聽聞的頭條新聞的偏好。 往往擁有更多政治權力的國家更有可能獲得媒體曝光。財政資源、技術、外貿和軍費支出可能是解釋報導不平衡的一些主要因素。
Rogers 和 Dearing 認為，大眾傳播研究非常關注“公共議程設置”和“媒體議程設置”，但在很大程度上忽略了“政策議程設置”，後者主要由政治學者研究。因此，他們建議大眾傳播學者更多地關注媒體和公共議程如何影響精英決策者的議程（例如應該研究美國總統或國會議員從哪裡獲得新聞以及這如何影響他們的政策）。Walgrave 和 Van Aelst 創建了政治議程設置的初步理論，該理論研究了可能影響精英決策者議程的因素。

## 議程設置過程（可訪問性）
議程設置通過稱為“可訪問性”的認知過程發生。 可訪問性意味著新聞媒體越頻繁、越突出地報導一個問題，該問題的實例就越多地進入觀眾的記憶中。當受訪者被問及國家面臨的最重要問題是什麼時，他們會回答記憶中最容易接觸到的新聞問題，這通常是新聞媒體最關注的問題。議程設置效應不是收到一條或幾條消息的結果，而是由於大量消息的綜合影響，每條消息都有不同的內容，但都涉及相同的一般性問題。 大眾媒體的一般報導，尤其是議程設置，也會對個人認為其他人的想法產生強大的影響，因此他們傾向於將更多的重要性分配給大眾媒體廣泛報導的問題。這也稱為圖式理論。在心理學和認知科學中，圖式理論描述了一種組織信息類別及其之間關係的思維或行為模式。

## 議題設定的第二面向與預示效果
所謂議題設定的第二面向（the second level of agenda setting）由McCombs所提出，觀察出媒介不僅能夠改變议程设置的第一层，即觀眾對議題的關注力（What to think about），甚至還能告訴他們要如何去思考一件議題（how to think），也就是设置框架（framing）的过程。也就是说，议程设置的第二层通过强调一个事件的某些特征和性质而忽略另外一些来对受众的认知产生影响。Iyengar和Kinder提出的“預示效果”（也称铺垫效果，priming effect）的概念进一步解释了这个过程。预示效果的主要内容是，受眾先觀察到的現象，會與接下來觀察到的現象有產生潛意識的關聯，即：以前的信息语境会对新信息的诠释造成影响。而议程设置的第二层正有這樣的效果；簡言之，例如，不斷報導一個政治人物的負面消息，等下次閱聽人再看到該政治人物時，會自動將政治人物與該負面消息聯想在一起。這一類效果說明了媒介對人類認知有潛意識的影響，會在腦中建構一種聯想的模式。
先前討論的都是公眾議題事態的變化，根據預示效果（priming）的概念，議題設定會影響人們評量政治領袖的標準。而Iyengar和Kinder則認為媒介會「預示」群眾，或是讓閱聽人依據從媒介得知的訊息來改變評價政治人物的標準。

## 議題設定理論的不足
媒介到底是「反映」受眾認知的重要問題，還是「影響」了受眾認知的重要問題？媒介的重要議題與受眾心中的重要議題不一定會有顯著的關聯。
議題設定在概念上與實證上都有所侷限：
1. 缺乏理論闡述媒介為何影響民意
2. 議題、爭議、事件、公眾等重要字詞都未定義清楚
3. 媒介議題和公共議題經常未有精確而具體的測量區分標準

## 造成不同大小的議題設定效果之因素
媒介雖然能影響公共議題，但並非無所不能，在以下情況就可能無法設定議題。
- 媒體 - 報紙的議題設定效果較佳，但是也有學者認為電視新聞對公眾造成影響，因為閱聽人認為電視新聞較有可信度。頭條新聞也會比一般新聞較有影響力。
- 閱聽人 - 媒介議題設定的效果決定於閱聽人對新聞客觀性的觀感，媒介議題也對政治傾向或政治興趣較低的閱聽人有強烈影響。閱聽人的引導需求程度會使他們認為政治與自身相關，但卻無法肯定如何行動，進而轉向媒體求助，應付這種政治環境，不再認為該議題是重要的新聞報導。
- 議題的近身性（切身性、關聯性） - 媒介在與個人生活較不直接相關議題上，也就是非近身性的話題具有較強的議題設定效果。閱聽人對某議題的直接經驗越少，對該議題的資訊或詮釋就會愈依賴新聞媒介。並非所有顯著的議題會成為公共議題。
- 議題的本質 - 議題設定效果涉及議題和事件的頻繁程度，快速發展的事件與緩慢形成的事件截然不同。快速發展的議題，可在其發生後迅速躍為媒介議題，緩慢形成的議題若出現在不對的時間可能無法吸引媒介的注意。

## 議程設置與政策議程建構的比較
隨著越來越多的學者發表關於議程設置理論的文章，很明顯，這一過程不僅涉及媒體組織的積極作用，還涉及公眾以及政策制定者的參與。 Rogers 和 Dearing 根據媒體或公眾的主導作用描述了議程設置和議程建構之間的區別。因此，“設置”議程是指媒體議程對社會的影響，將媒體議程轉移到公共議程，而“建立”議程包括大眾媒體和社會之間的“某種程度的互惠”，媒體和公共議程都會影響公共政策。
根據 Sun Young Lee 和 Daniel Riffe 的說法，議程構建理論推測媒體不會在真空中運作。事實上，媒體議程是某些強大團體作為一種微妙的社會控制形式施加影響的結果。記者有限的時間和其他資源促成了外部資源介入新聞媒體的過程，一些學者試圖揭示信息源與新聞媒體編造的議程之間的某種關係，探討是誰建立了媒體議程。有多種來源可以通過各種不同的方式參與這一議程建構過程，但研究人員最感興趣的是新聞媒體議程中媒體工具組合（英語：media kit）和新聞稿等信息輔助工具的有效性。
Berkowitz 通過引入政策議程設置和政策議程建構這兩個詞彙，對議程設置和議程建構理論進行了更細緻的分析。他認為，當學者們只研究媒體和政策制定者之間的聯繫時，使用政策議程設置的概念仍然是合適的。然而，當焦點不僅放在政策制定者的個人議程上，而且放在媒體僅代表公眾情緒的一個指標的更廣泛的突出問題上時，應要探討政策議程建構。

### 議程建構
議程建構視角不僅重視大眾媒體和政策制定者，也重視社會進程，重視社會環境中產生的關切與政府進程的活力之間相互依存的關係。因此，根據 Cobb 和 Elder 的說法，議程構建框架允許持續的大眾參與，並擴大了對公共決策過程的公認影響範圍。 儘管公眾確實在可能影響媒體議程的名單上佔有一席之地，但人們並不認為他們能有力地塑造媒體議程。似乎更正確的說法是，當記者根據自己的興趣尋找報導靈感時，他們實際上是在試圖預測觀眾的需求。
隨著互聯網的出現及其使每個人都成為小冊子作者的潛力。 這種大眾參與的想法變得更加突出。公民在議程設置中的作用的增加揭示了傳統議程建設研究的新方向。因為普通大眾現在可以創建自己的媒體。社交媒體改變了人們看待和感知當今世界事物的方式。大量參與社交媒體可以讓公眾的聲音被聽到。評論和回覆使人們有可能表達其想法或展開新的對話。
Kim 和 Lee 指出，互聯網上的議程設置研究不同於傳統的議程設置研究，因為互聯網與傳統媒體競爭，並且具有巨大的內容和用戶互動潛能。 Lee、Lancendorfer 和 Lee 認為，“關於公共問題的各種意見由網民發佈在互聯網公告欄或 Usenet 新聞組上，然後這些意見形成一個議程，其他網民可以在其中感知突出問題”。學者們還指出，互聯網在形成互聯網用戶的意見和公共空間方面發揮著作用。
Kim 和 Lee 通過對韓國從 2000 年到 2005 年產生巨大連鎖反應的 10 個案例進行案例研究，研究了互聯網中介議程設置的模式。他們發現，一個人的意見可以通過各種網絡渠道傳播，並可以綜合影響新聞報導的輿論。 他們的研究表明“反向議程效應”，這意味著公共議程可以設置媒體議程。Maxwell McCombs 在其著作中也提到了“反向議程設置”作為公眾關注設置媒體議程的情況。
根據 Kim 和 Lee 的說法，網絡議程建構分為以下三個步驟：網絡介導的議事漣漪：匿名網民的意見通過網誌、個人主頁、網絡公告欄等網絡主要議事日程傳播到網絡上的重要議程；互聯網上的議程傳播：在線新聞或網站報導互聯網上的重要議程，進而導致議程傳播到更多的在線公眾；互聯網介導的反向議程設置：傳統媒體向公眾報導在線議程，使議程傳播到線下和線上的公眾。然而，他們得出結論，以互聯網為媒介的議程設置或議程構建過程並不總是按順序發生。
例如幾項研究提供的證據表明，互聯網社區，尤其是網誌作者，可以將他們自己的議程推向公共議程，然後是媒體議程，並最終推向政策議程。Wallsten 追踪2004年美國總統競選期間主流媒體對 35 個問題的報導和網誌討論，並使用時間序列分析，發現記者討論了網誌作者所討論的問題。 也有軼事證據表明網誌對政治議程施加了影響。例如，2005 年，美國有線電視新聞網 (CNN) 的首席新聞執行官 Eason Jordan 在遭到網絡社群的圍攻後突然辭職。 在 2002 年，Trent Lott 不得不辭去參議院多數黨領袖的職務，原因是他發表了在網際網路受廣泛討論的不當種族主義言論。
2003 年，Bev Harris 發起了一項針對電子投票機技術問題的在線調查，最終迫使傳統媒體解決電子投票表現不佳的問題。這反過來又讓生產這些機器的公司承認錯誤並採取措施進行修復。
已進行許多研究來測試全球新聞報導中的議程設置理論。其中一項調查結果確定，與不涉及任何一個國家的全球新聞相比，提及美國或英國的外國新聞對公眾輿論的影響很大。

### 議程設置
一些群體比其他群體更容易進入政治場域，因此比其他群體更有可能將他們的要求列入議程。 例如，政策制定者被發現比整個新聞來源群體更有影響力，因為他們通常更了解記者對可靠和可預測信息的需求以及他們對新聞價值的定義。 Cobb 和 Elder 更加重視決策者，聲稱為了使一個問題獲得議程地位，它必須至少得到一些關鍵決策者的支持，因為他們充當正式議程的監護人。 他們還斷言，媒體中的某些人物可以充當意見領袖，並對特定問題進行媒體報導。 與政府有關的新聞來源成為媒體議程的成功率更高，並且被許多學者發現是地方、州和國家層面出現頻率最高的來源。
新聞來源還可以提供問題的定義，從而確定未來討論的條件並以特定方式構建問題。 正如 McCombs 和 Valenzuela 所說；“我們不需要媒體提醒我們注意通貨膨脹，因為日常購買會揭示它的存在。但是要了解抽象的經濟話題，例如預算赤字，我們的主要（如果不是唯一）來源是新聞媒體”。 對“現實”的何種解釋將主導公共話語，對社會問題的未來、所涉及的利益集團和決策者以及政策本身都有影響。 例如， Gusfield 認為，與飲酒有關的高速公路死亡可以解釋為不負責任的酒後駕駛、汽車耐撞性不足、過度依賴汽車的交通系統、糟糕的高速公路設計、成人社交生活中過度強調飲酒等問題。 構建情境的不同方式可能會競爭被接受為現實的權威版本，因此會刺激信息來源之間對問題定義的競爭。非常強大的信息資源甚至可以影響一個問題是否受到媒體的關注。
媒體和政策制定者的關係是共生的，並受非官方基本規則的共享文化控制，因為記者需要獲得官方信息，政策制定者需要媒體報導；然而，由於強大的消息來源在常規情況下處於最佳狀態，而在危機或災難發生時反應較慢，因此記者和決策者的需求往往不相容，因為他們的時間取向不同。 因此，最了解這種文化規則的政策制定者將最有能力制定他們的議程和問題定義。 另一方面，當政府官員和政客將媒體對某個問題的關注程度視為公眾對該問題的興趣的間接表達時，媒體也會影響決策者。